# Премія імені Михайла Дубова
Премія імені Михайла Дубова — літературна премія, яку заснувала Рівненська обласна організація Національної спілки письменників України з метою підтримки творчої молоді і для увічнення пам'яті поета Михайла Дубова (1958—1991).

## Історія
Премія заснована в 2011 через 20 років після смерті письменника. Ініціатор заснування премії — письменник Анатолій Криловець.

## Про премію
Премію присуджують за найкращий літературний дебют — книжку минулого чи поточного року, або перші три книжки, якщо сумарний інтервал їх виходу у світ не більший, ніж 5 років, в номінаціях «Поезія», «Проза», «Літературна критика і літературознавство».
До участі в конкурсі на здобуття премії імені Михайла Дубова допускаються особи до 33 років, які народилися, проживають або працюють (навчаються) на території Рівненської області. Саме у 33 роки пішов з життя Михайло Дубов, не будучи визнаним за життя.
Премія може присуджуватись посмертно, якщо померлий кандидат у лауреати висувався за життя. На конкурс приймаються твори, написані українською мовою.
Вручення премій та значків лауреата відбуватиметься щорічно 21 листопада.

## Лауреати
2024 - Світлана Сащук, Андрій Чобіт,  Валентина Слуквіна.
2023 - Мирослава Кирильчук, Марія Колеснік
2022 — Іванна Дячук, Юлія Новак-Голубєва, Особиста відзнака голови оргкомітету - Максим Парфіненко  
2021 — Альона Ус (Губеня), Альона Радецька
2019 — Ірина Рачковська, Оксана Бадаліс, Каріна Садоха 
2018 — Іванна Голуб
2017 — Ксенія Циганчук, Юрій Матвійчук, Наталія Криловець.
2016 — Світлана Луцкова, Тетяна Сладковська, Олександра Комісарова, Ірина Дем'янова
2015 — Олена Медведєва, Галина Гнатюк, Петро Катеринич
2014 — Володимир Савчук, Ольга Прохорчук, Володя Криловець
2013 — Анна Шпилевська (Рівне), Микола Трубілко (Рокитне)
2012 — Марія Лавренюк, Ірина Одерако, Ірина Баковецька, Наталія Демедюк
2011 — Валентина Люліч, Ігор Кир'янчук